# Ruban Jaune
El Ruban jaune fue creado en 1936 por Henri Desgrange para honrar a los ciclistas más rápidos de las carreras ciclistas donde las distancias sean superiores a 200 km.
Ha retenido el nombre de Ruban jaune por similitud al Ruban bleu atribuido a los navegantes de travesías por el Atlántico más rápidos. El color amarillo fue dictaminado por el periódico L'Auto quien ya lo utilizó para designar el maillot de líder del Tour de Francia.
La primera vez que se instauró fue luego de la París-Tours de 1936, cuando el belga Gustave Danneels superó los 40 km/h de promedio, batiendo el récord que él mismo tenía en la carrera de 38,800 km/h logrado en 1934.
El Ruban jaune ha sido obtenido 9 veces en la París-Tours, 2 veces en la París-Roubaix y una vez en la París-Bruselas y la Vuelta a España.  La distinción pertenece actualmente al belga Philippe Gilbert.

## Poseedores del récord
| Año  | Ciclista            | km/h        | Carrera                    | kilómetros y tiempo         |
| ---- | ------------------- | ----------- | -------------------------- | --------------------------- |
| 1936 | Gustave Danneels    | 41,455 km/h | París-Tours                | 251 km en 6 h 03 min 17 s   |
| 1938 | Jules Rossi         | 42,092 km/h | París-Tours                | 251 km en 5 h 57 min 47 s   |
| 1948 | Rik Van Steenbergen | 43,612 km/h | París-Roubaix              | 246 km en 5 h 38 min 26 s   |
| 1955 | Jacques Dupont      | 43,666 km/h | París-Tours                | 253 km en 5 h 47 min 48 s   |
| 1962 | Jo De Roo           | 44,903 km/h | París-Tours                | 267 km en 5 h 57 min 26 s   |
| 1964 | Peter Post          | 45,129 km/h | París-Roubaix              | 265 km en 5 h 52 min 19 s   |
| 1975 | Freddy Maertens     | 46,110 km/h | París-Bruselas             | 285 km en 6 h 11 min 30 s   |
| 1997 | Andrei Tchmil       | 47,168 km/h | París-Tours                | 254 km en 5 h 23 min 44 s   |
| 2003 | Erik Zabel          | 47,550 km/h | París-Tours                | 257 km en 5 h 24 min 55 s   |
| 2010 | Óscar Freire        | 47,729 km/h | París-Tours                | 233 km en 4 h 52 min 54 s   |
| 2012 | Marco Marcato       | 48.629 km/h | París-Tours                | 235 km en 4 h 50 min 34 s   |
| 2015 | Matteo Trentin      | 49.641 km/h | París-Tours                | 231 km en 4 h 39 min 12 s   |
| 2019 | Philippe Gilbert    | 50,628 km/h | Vuelta a España (etapa 17) | 219.6 km en 4 h 20 min 15 s |